# Tomasz Dąbrowa
Tomasz Dąbrowa herbu Dąbrowa (zm. ok. 1620) – rotmistrz husarski, starosta lucyński, bohater wojen o Inflanty.

## Życiorys
Pochodził ze szlacheckiej rodziny Dąbrowów herbu Dąbrowa. Pierwszy raz wzmiankowany w 1589 jako towarzysz roty husarskiej M.Urowieckiego na Podolu. W 1600 podczas wojny o Inflanty, stał na czele własnej chorągwi husarskiej, w sile stu koni. Po zdobyciu w 1602 przez wojska Rzeczypospolitej twierdzy w Felinie, został mianowany jej komendantem. Pod koniec 1602 z polecenia hetmana Chodkiewicza wziął udział w oblężeniu Dorpatu. 5 marca 1603 walczył w bitwie pod Rakvere, klęska Szwedów w tym starciu przyczyniła się do upadku Dorpatu. W czerwcu 1603 na czele 150 konnego oddziału prowadził rozpoznanie w okolicach Parnawy, w czasie tej misji, wyprowadził oddział bez większych strat ze zorganizowanej nań zasadzki. 
W bitwie pod Białym Kamieniem dowodził chorągwią husarską, w następnym okresie wojny stał na czele pułku.
W czasie, gdy Chodkiewicz wyprawił się przeciw wojskom A.Lennartssona na północy Inflant, Dąbrowa ze swoim pułkiem absorbował oddziały Mansfelda pod Rygą.

W bitwie pod Kircholmem Dąbrowa dowodził lewym skrzydłem wojsk Chodkiewicza, jego chorągwie husarskie (900 koni) przeprowadziły manewr pozorowanej ucieczki i wykonały przełamującą szyki szwedzkie i decydującą o losach bitwy szarżę. Dąbrowa w tym starciu śmiertelnie ranił Fryderyka, księcia Lūneburga.

W latach 1606–1611 blisko związany z Chodkiewiczem, w czasach gdy nieopłacane wojsko zawiązywało konfederacje utrzymywał swoją chorągiew w ryzach. W 1613 roku hetman zamierzał powierzyć mu dowodzenie nad zgromadzonymi pod Orszą oddziałami z Inflant w wyprawie smoleńskiej.
W 1607 za zasługi w wojnach o Inflanty otrzymał starostwo lucyńskie, Tomasz Dąbrowa zmarł prawdopodobnie w 1620, w roku tym starostwo przejął jego syn Adam.